# Sampon

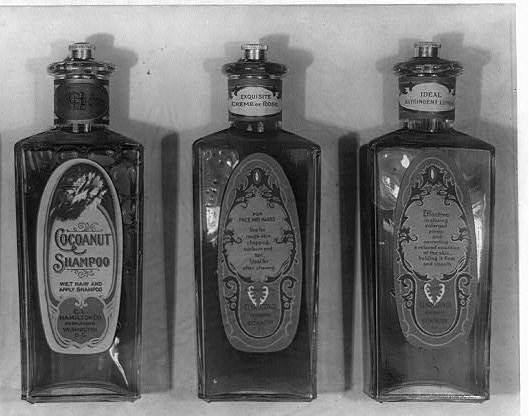
A C.L. Hamilton Co. (Washington) samponjai a 20. század fordulóján.

A sampon hajápoló termék, mely a hajas fejbőrön található szennyeződéseket, elhalt hámsejteket, korpát vagy zsírosodást hivatott kíméletesen eltávolítani. A legtöbb mai samponban már található kondicionáló anyag, ennek ellenére általában a samponos hajmosást valamilyen hajkondicionáló termék felvitele követi.
Sokféle sampon van forgalomban, köztük van, amelyik a korpásodásra, a zsírosodásra, a töredezett hajra, a fénytelen hajra, a festett haj karbantartására stb. ígér megoldást.

## Története

### Ókori és középkori hajápolási termékek
Az ókorban a haj színének megváltoztatásán volt a hangsúly, amire hajfestő anyagot használtak. Idősebb Plinius szerint a szappan készítését a gallok és germánok találták fel s már ismerték a kemény és puha szappant is, ezeket azonban nem ruha mosásra használták, hanem a haj sárgítására. Az 1700-as években Európában a barokk idején népszerűvé vált a paróka (nőknél a vendéghaj) és változatos hajporok használata, melyet főként lisztből készítettek.

### Modern samponok
A sampon szó a hindi nyelvből került át az angol nyelvbe (shampoo), majd onnan a magyarba. A hindi chāmpo, ami a chāmpnā, „masszírozni” ige felszólító módú alakja, körülbelül 1762-ben került át az angol nyelvbe.
A hindi szó olyan speciális fejmasszázsra utal, melyet általában masszázsolajjal végeztek. A bengáli származású Sake Dean Mahomed mutatta meg az eljárást a briteknek. Mahomed egy brit gőzfürdőben dolgozott, majd ír feleségével az 1800-as évek elején saját fürdőt nyitott Mahomed's Steam and Vapour Sea Water Medicated Baths néven az angliai Brightonban. A fürdő hasonló volt a törökfürdőkhöz. Mahomed rendszeres vendégei közé tartozott IV. György és IV. Vilmos király is.
Az 1860-as években a szó jelentése masszázsról szappan felvitelére módosult. Hajat már korábban is mostak szappannal, de a szappan jellegzetes vékony rétegben rárakódott a hajra, ami kellemetlen érzetet váltott ki és egészségtelen kinézetet is kölcsönzött a hajnak.
Később angol borbélyok fejlesztették tovább a sampont azzal, hogy a vízben felforralt szappanhoz különféle gyógynövényeket adtak. A 20. század fordulóján már üzletekben is lehetett kapni sampont. Az American Magazine 1914-es egyik számában már jelent meg samponhirdetés; a fényképen fiatal nők mostak hajat Canthrox samponnal egy tóban. Ugyancsak 1914-ben a Rexall Harmony Hair Beautifier and Shampoo elnevezésű termékét is reklámozták magazinokban.
Eredetileg a szappan és a sampon sokban hasonlított egymásra, mindkettő tartalmazott felületaktív anyagokat (egyfajta mosószert). A mai modern sampont az 1930-as években készítették először; a Drene nevű sampon volt az első, amelyik szintetikus felületaktív anyagokat tartalmazott.

## Összetétel
A sampon egyik alkotóeleme a felületaktív anyag (mely habot képez), ami gyakran nátrium-lauril-szulfát és/vagy nátrium-laureth-szulfát. Mindkettő bőrirritációt okozhat. Rákkeltő hatása azonban nem bizonyított. A felületaktív anyagot vízzel keverik, gyakran kerül hozzá cocamidopropyl betaine, ami szintén felületaktív anyag, kevésbé bőrirritáló, viszont feltételezések szerint allergén hatású. A Minnesotai Egyetem irányított kísérletei szerint az anyag inkább irritáló hatású, mint allergén. Ezekhez adnak még nátrium-kloridot (só), tartósítószert (nátrium-benzoát, parabének) és illat- illetve színanyagot. Ezekhez kerülnek még kiegészítő anyagok specifikus hajtípusokra és hajproblémákra (zsírosodás, korpásodás, fénytelen haj, könnyű kifésülhetőség stb). Sok sampon tartalmaz szilikont is, hajkondicionáló gyanánt.
További gyakori összetevők
- ammónium-klorid
- ammónium-lauril-szulfát
- glikol
- pH-t szabályozó összetevők (enyhén savas kémhatást keltők)[17]
- gyöngyházfényű pigmentek[17]
- stabilizátorok[17]

## Fordítás
- Ez a szócikk részben vagy egészben  a   Shampoo című angol Wikipédia-szócikk ezen változatának fordításán alapul.  Az eredeti cikk szerkesztőit annak laptörténete sorolja fel. Ez a jelzés csupán a megfogalmazás eredetét és a szerzői jogokat jelzi, nem szolgál a cikkben szereplő információk forrásmegjelöléseként.